# 嘉禾院線
嘉禾院線（英語：Golden Harvest）是上海星軼影院旗下在香港經營的電影院線品牌，創立於2025年，而前經營者橙天嘉禾於1972年開設，為香港歷史最悠久的影院管理集團之一。嘉禾院線在香港共營運3間戲院，合共14個銀幕。該院線在2025年8月在香港的市場佔有率約為6%。

嘉禾院線舊標誌

## 歷史

### 橙天嘉禾經營
以電影發行與製作起家的橙天嘉禾於1977年在佐敦道23號開設第一家戲院嘉禾戲院，開業後一直上映嘉禾及其衛星公司包括：寶禾、威禾、仝人、大榮等製片商發行的電影，賣座電影包括李小龍《死亡遊戲》、洪金寶《鬼打鬼》、成龍《A計劃1,2》、林正英《殭屍先生》系列等。
於其後的20年內，嘉禾院線在香港不斷擴張，先後開設了嘉禾港威、海運戲院、嘉禾荷里活、嘉禾旺角、嘉禾青衣等第一代嘉禾電影城網絡。

### 易手至上海星軼影院
隨着香港戲院業經營環境變化，嘉禾院線在2024至2025年間陸續關閉多間戲院，最終其前持有者橙天嘉禾於2025年6月27日公告，經策略檢討後決定終止香港影院業務，在2025年6月30日全面結束香港業務並出售予上海星軼影院，標誌其長達55年的本地經營歷史正式告終。橙天嘉禾預期錄得約6,500萬港元非經常性收益。。
易手前，橙天嘉禾已先後關閉嘉禾院線黃埔、海運戲院及九龍灣Megabox等戲院，最終僅餘四間戲院營運，包括奧海城the sky、屯門市廣場StagE、嘉禾大埔及筲箕灣嘉禾銀河廣場。
其中筲箕灣嘉禾銀河廣場於6月29日率先結業，其餘三間戲院則於7月1日起由中國內地連鎖影院品牌上海星軼影院接手，暫時保留原有嘉禾品牌繼續經營。星軼影院於2015年成立，2023年起由私募基金太盟投資集團（PAG）持有，為中國票房排名第三的影院集團。
除香港外，橙天嘉禾集團仍於新加坡以嘉華（Golden Village）經營影院業務，此前，其中國大陸影院業務已於2017年售予大地院線，惟部分影院與是次交易相似，保留原有「橙天嘉禾影城」品牌經營；台灣的影院業務（威秀影城）亦已於2024年出售。

## 旗下影院
截至2025年8月，嘉禾院線在香港有3間戲院，共14個影廳，約1,794個座位：
- the sky（大角咀奧海城，6間影院包括一間Vivo尊尚影院，共951個座位，當中83個是D-BOX動感座椅）

前身為百老匯院線奧海城戲院，為嘉禾院線旗下全新品牌，亦曾經是院線唯一一間非以嘉禾品牌營運的影院。戲院標誌以北極光作為概念，整間影院由美國紐約設計團隊親身策劃，以現代紐約寫意的Loft Style為本。the sky針對高端觀眾市場，設有尊尚影院提供特級座椅。戲院設備創下香港及全球多個創舉，包括全球設有最多D-BOX動感座椅的影院，以及香港唯一一家全院配置杜比全景聲的影院，2025年7月1日易手。
- StagE（屯門屯門市廣場，4間影院，提供436個座位，其中18個是D-BOX動感座椅）

前身為UA屯門市廣場，投資額達3000萬元，同時引入日式cafe。更是全港首間戲院全部影院同時配備杜比全景聲Dolby Atmos及Barco 4K Laser投影機，聲畫質素有所提升。StagE除了播放電影外，還不定時推出電影節、電影分享會、音樂表演、藝術展覽和工作坊等。StagE是屯門區首間D-BOX動感影院，2025年7月1日易手。
- 嘉禾大埔（大埔安邦路2號，4間影院，提供377個座位，當中包括嘉禾院線獨有配備之D-BOX動感座位）

前身為大埔超級城多層停車場改造而成，原為UA戲院承租，唯UA院線全線結業時該戲院仍在裝修階段未有開幕，後由嘉禾接手。於2021年10月15日試業，2025年7月1日易手。

## 橙天嘉禾經營時已結業的影院
- 嘉禾荃新天地（荃灣荃新天地，5間影院，設有50個D-BOX動感座椅，2009年12月開幕）

設有五個影廳近700個座位，投資額約3000萬元，為全港第一間達至全面數碼放映的電影院。其後於2016年6月再作粉飾工程，新粉飾後的戲院走華麗風格，選用核桃木材、大理石地板、有色的玻璃照明等組合，再以流線性的設計貫穿並結合周邊的空間，取代以往無色玻璃與白色地磚的簡約風格。但在2019年8月31日起不再續租，並由英皇院缐接手。
- 嘉禾荷里活

於1997年開業，曾稱嘉禾荷里活電影城，設有六間影廳共超過1600個座位，並曾經為全港最多座位的電影院。嘉禾首次於售票大堂側設立餐廳，為當時業界罕有的創新做法。於2011年3月30日結業，其後曾為百老匯荷里活，但該院於2022年2月11日結業後不久由洲立影藝接手，及改以Cinema Plus+之名義營運，至2025年結業，同年由影藝戲院接手。
- 嘉禾旺角

於1997年12月開業，位處九龍旺角新世紀廣場，設有8間影廳共1229個座位，並曾裝設D-BOX動感座椅及更換音響設備，位居2012年香港戲院票房第三名。於2013年2月13日結業，2014年1月28日改為娛藝院線旗下的UA Cine Moko戲院，及後因香港UA院線於2021年3月全線結業；其後在2021年9月16日由百老匯院線接手，並改為B+ Cinema MOKO營運。
- 嘉禾港威（尖沙咀港威大廈，3間影院，3院設有24個D-BOX動感座椅）

於1994年開業，位於九龍尖沙咀港威大廈，前稱嘉禾港威電影城，設3間影院，因其位置便捷，與海運戲院於海港城海運大廈與港威大廈前後盤踞南北兩端的戰略位置，兩間戲院售票網絡互通，顧客可在各自票房購買雙方影院的電影戲票。戲院亦曾被借作電影場景，當中包括《無間道》（2002）、爾冬陞的《色情男女》（1996）、麥兆輝的《周末狂熱》（1999）和已故導演李志超的作品《心猿意馬》（1999）。3院於2012年裝設24個D-BOX動感座椅。因租約期滿，於2016年2月15日起結業。
- 嘉禾青衣（青衣城，5間影院，2院設有19個D-BOX動感座椅）

配合戲院所在的商場－青衣城擴建工程，預計原於地面的嘉禾青衣影院將會遷入擴展部份。唯及後與娛藝院線協議後，決定將以其在屯門的戲院與青衣戲院作為交換。因此，即使青衣城新戲院已由娛藝院線營運，影院內仍有不少嘉禾的影子，例如其進場通道設計和風格與其近期完成裝修的嘉禾荃新天地如出一徹，影廳內又設有過往在嘉禾院線獨有的D-BOX動感座椅等。UA青衣城新戲院最終於2021年3月結業，其後戲院由影藝戲院接手。
- 嘉禾粉嶺（粉嶺名都，2間影院，提供218個座位）

前身為華懋電影院線粉嶺名都戲院及現代教育，設2間影院，全部影院配置杜比7.1環繞聲，於2016年7月20日開業，於2023年11月1日起結業。，原址部分現時已開設24/7 Fitness。
- 嘉禾啟德（新蒲崗越秀廣場，2間影院，提供195個座位及8個輪椅專用位）前身為麗宮戲院，設2個影院，共有203個座位，2018年12月24日開幕，全部影院配置杜比7.1環繞聲。售票處位於地下，影院和小食部在三樓，需要經越秀廣場外側的電梯上去，該院因受洲立影藝於AIRSIDE開設的新院影響，導致客量大跌，於2024年4月22日結業。[13]
- 嘉禾黃埔（紅磡黃埔新天地，4間影院，合共提供1,208個座位，2009年12月開幕）

前身為UA黃埔，屬九龍其中一家歷史悠久的戲院，嘉禾院線接手經營後進行大規模翻新工程，放映影廳同時由以英文字母改以數目字排列，影院同時獲部分電視片集借用作為拍攝場地；其後於2015年9月再作長達近三個月的提升工程，進行提升工程後的嘉禾黃埔為整間戲院帶來新風格，包括以片場作為主題，採用木質與磚等材料等暖色調，取代原有無色玻璃與白色地磚的簡約風格。其他提升工程包括為所有影院改用 DTS:X 物件導向環繞聲技術、改善影院梯級與觀影角度、新增D-BOX動感座椅，調整票房位置與動線，翻新扶手電梯走廊，及加寬商場入口等，後於2025年4月10日結業，2025年8月16日由新光戲院活化為新光黃埔。
- 嘉禾 V WALK（深水埗V Walk，5間影院，提供400個座位）

設5個影院，共提供400個座位，揉合裝飾藝術風格（Art Deco）及包浩斯風格（Bauhaus），而1院「Home特色影院」更是全港首個配有電子壁爐的影院。在2019年7月26日開幕，但在2024年12月27日起暫停營業，其後於2025年4月10日與嘉禾黃埔同告結業。
- 海運戲院（尖沙咀海運大廈，1間超巨幕影院，座位總數目456個，42個是D-BOX動感座椅，1969年開業）

海運戲院於1969年開業，位處九龍核心地帶尖沙咀，屬嘉禾院線旗下的旗艦影院，曾為多部電影的首映禮場地。影院於1993年進行改建，規模大減，包括原有的進場通道與戲院大堂獲改為Planet Hollywood餐廳（在1999年結業），現時該位置則為馬可孛羅香港酒店與連卡佛的一部分。戲院於2013年9月11日起暫停營業進行大型翻新工程，至11月14日重開，工程包括裝修進場通道、售票大堂、小食部及洗手間。影廳設備提升至Christie 4K雙投映機、19.5米闊巨型銀幕及杜比全景聲音響系統，座椅更換成特寬藍色毛絨座椅，並加闊座位行距，突出以「Grand Ocean」作為戲院名稱的形象，同時亦加設D-BOX動感座椅。影廳座位數目於翻新後大幅減低至460個座位，儘管座位數目減少，但仍然為區內最多座位的單一影廳，以及區內唯一同時擁有4K放映設備及杜比全景聲的超大型影廳，惟於2025年6月2日因租約期滿結業。
- 嘉禾MegaBox（九龍灣MegaBox，7間影院，提供818個座位，其中43個是D-BOX動感座椅）

原為UA戲院承租，設7間影院共818個座位。該影院由嘉禾接手後保留了UA時期的IMAX影廳，此影廳也是嘉禾院線與IMAX於香港合作的首個影廳。同時，MegaBox戲院也引入了嘉禾院線獨有配備之「尊尚影院Vivo」及D-BOX動感座椅，在2021年7月15日開幕，惟於2025年6月9日租約期滿結業，並於同年7月由影藝戲院接手經營。
- 嘉禾銀河廣場（筲箕灣銀河廣場二樓，2間影院，提供170個座位）

前身為韓國樂天集團L Cinema戲院，設2個影院，共有170個座位，2021年5月14日開幕，售票處、影院和小食部位於商場二樓，接手後院內裝修風格並與前身L Cinema分別不大。2025年5月撤掉人工售票僅採用自助售票甚至一度取消販售零食，同年6月29日於橙天嘉禾撤離香港戲院業務前結業。
- 紐約戲院

位於銅鑼灣駱克道，於2006年3月結業。
- 大華戲院

於1992年落成，位於佐敦，設有兩家迷你戲院，曾播映非主流電影，如文藝電影及特備節目。

## 服務

### 標準座椅
標準座椅設置於嘉禾院線所有影廳。只有旗下the sky戲院，經翻新後所有影廳均設置最新座椅，座椅行距加闊，並分別以優質毛絨及真皮製造。

#### D-BOX
D-BOX動感座椅為嘉禾院線獨有的座位類別，2011年首次引入至旗下的嘉禾旺角，現於嘉禾大埔、StagE及the sky提供。
D-BOX動感座椅每張3萬港元，以耀眼的紅色毛絨製造，與電影聲畫同步，配合劇情及畫面而作出垂直、左右、前後不同程度的搖動，設有3個強度供觀眾選擇。程式員會因應每部電影而設計搖動編碼，所有編碼及搖動效果都經導演及電影公司審批，確保座椅每個搖動都能與電影同步，讓觀眾享受到仿如置身現場的觀影娛樂。

## 特別注意事項
- 顧客需自攜3D眼鏡，或於戲院票房購買，每副只售 $10。
- 限時優惠，現凡購買IMAX 3D電影，入場時可獲贈全新IMAX 3D眼鏡一副，數量有限，送完即止。
- 購買Vivo影院戲票之觀眾，可憑即日戲票於電影放映前30分鐘，前往小食部換領爆谷、汽水。於電影放映期間，爆谷及汽水可無限添加。

## 外部連結
- 嘉禾院線（页面存档备份，存于）